# Kassapa de Ruhunu
Kassapa era un noble de Ruhunu que exercia com a guardià de la sagrada relíquia del Cabell de Buda sota el cap suprem de Ruhunu Lokeswara. Va ser cap suprem per uns sis mesos vers 1065-1066.
Lokeswara es va haver de retirar cap a la seva capital Kataragama davant de Kirti II, que tenia seu a Cunnasala. Lokeswara es va posar malalt a la seva capital i va morir i a la seva mort es va fer càrrec del poder a Kataragama el guardià Kassapa.
Quan els coles van tenir notícies de la mort de Lokeswara, van envair el districte de Ruhunu i es van dirigir a Kataragama. Kassapa els va sortir a l'encontre dirigint en persona l'exèrcit, u els va derrotar; els va perseguir en la seva retirada fins a Rakkhapasana (que podria ser Rakwana), on va estacionar una força per guardar la frontera retornant amb gran pompa a la seva capital. A la tornada va saber que el príncep Kirti II prosseguia la seva lluita i reclamava el poder com havia fet en temps de Lokeswara. Kassapa es va dirigir a Sippatthalaka, on es va trobar amb Kirti II que també tenia un exèrcit nombrós que havia estat reclutat al korale de Pailcayojana (Pasdun). Kassapa es va adonar que la població en el districte on es trobava li era hòstil i va ordenar la retirada perquè era massa difícil lliurar la batalla en aquella zona.
Kirti II el va seguir amb cautela fins a Kataragama, on va decidir lliurar batalla prop de la capital del seu rival. Kirti va ordenar l'atac a Kataragama i es va lliurar una sagnant batalla a les portes de la ciutat, en la qual Kassapa va trobar la mort (1068). El valent príncep Kirti (II) que havia iniciat la seva lluita amb només 13 anys i ara en tenia 17, es va proclamar rei agafant aviat el nom de regne de Vijayabahu I.